# Кулаєв Володимир Павлович
Кула́єв Володи́мир Па́влович (нар. 26 лютого 1958, Харків, СРСР) — український та радянський футболіст і тренер, головною спеціалізацією якого був жіночий футбол. Екс-наставник жіночої збірної України з футболу. Майстер спорту СРСР. Заслужений тренер Киргизстану з футболу.

## Життєпис
Володимир Кулаєв народився в Харкові, де й розпочав перші кроки у великий футбол. Втім, значних успіхів як гравець він не досяг. Виступав за дубль харківського «Металіста» та «Маяк», а завершив кар'єру у складі киргизстанської «Алги», разом з якою здобув кубок країни.
Першого значного тренерського успіху Володимир Павлович досяг тренуючи жіночу команду «Азалія» з Киргизстану, яка майже повністю складалася з харківських футболісток. Разом з клубом Кулаєв став чемпіоном СНД. Згодом тренер повернувся до України, де очолив
У 1998 році очолив футбольний клуб «Нива» (Берщадь), однак, провівши всього чотири гри на старті першості, команда знялася зі змагань.
Кулаєв тривалий час входив до тренерського штабу Юрія Красножана, виконуючи функції тренера-аналітика. Разом з Красножаном він працював у «Спартаку» з Нальчика, московському «Локомотиві», краснодарській «Кубані» та «Тереку».

## Досягнення
Здобутки гравця
- Майстер спорту СРСР
- Володар Кубка Киргизстану (1): 1992

Тренерські звершення
- Переможець